# Vertrag von Aigun

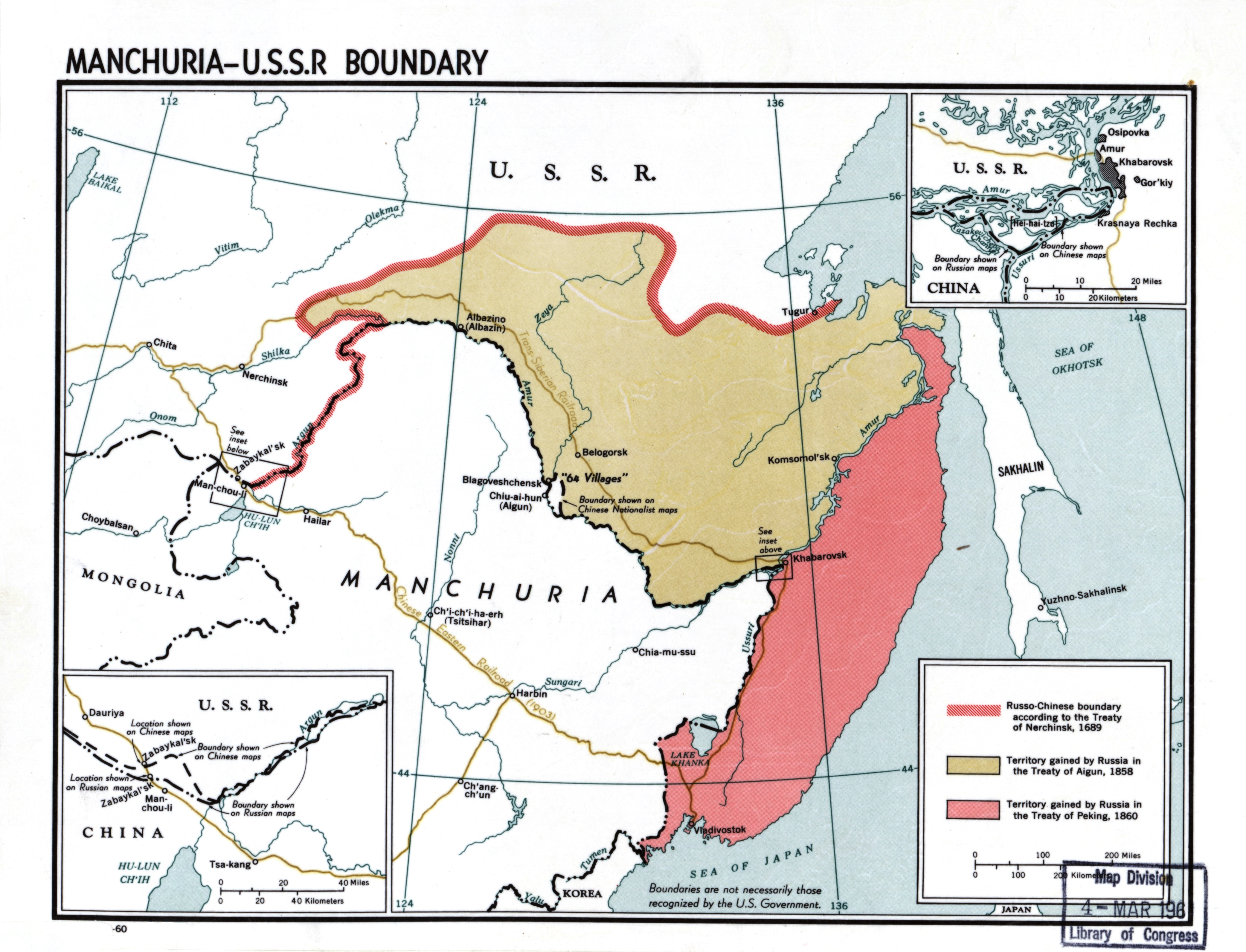
Das im Vertrag von 1858 an Russland abgetretene Gebiet ist hellbraun dargestellt.

Der Vertrag von Aigun (chinesisch 璦琿條約 / 瑷珲条约, Pinyin Aìhún Tiáoyuē, russisch Айгунский договор; amtlich 璦琿城和約 / 瑷珲城和条约,  Aìhún Chéng Héyuē – „Friedensvertrag der Stadt Aigun“) wurde zwischen Russland und Qing-China am 28. Mai 1858 in der mandschurischen Stadt Aigun geschlossen.

## Vorgeschichte
Der Vertrag fügt sich in die Reihe der „Ungleichen Verträge“ ein, zu deren Abschluss China im 19. Jahrhundert aufgrund der eigenen wirtschaftlichen und militärischen Schwäche von ausländischen Mächten gezwungen wurde. Die russische Seite wurde durch den Generalgouverneur von Ostsibirien Nikolai Nikolajewitsch Murawjow-Amurski vertreten, die chinesische durch den Oberbefehlshaber des chinesischen Heeres Yishan. Der Vertrag wurde am 14. Juni 1858 vom chinesischen Kaiser und am 20. Juli von der russischen Regierung ratifiziert.
Der Vertrag war das Ergebnis eines langen russischen Expansionsprozesses im Amur-Gebiet und im Fernen Osten. Eine besonders wichtige Rolle dabei spielte die Amur-Expedition des russischen Forschers Gennadi Iwanowitsch Newelskoi. In der Präambel des Vertrages wurde festgestellt, dass er im „gemeinsamen Einverständnis“ und „für die große ewige Freundschaft zweier großer Staaten“ geschlossen wurde.

## Inhalt
Der russisch-chinesische Grenzverlauf wurde folgendermaßen geregelt: Das linke Ufer des Amur vom Fluss Argun bis zur Ozeanmündung wird Russland zugeschlagen, während das rechte Ufer flussabwärts bis zum Fluss Ussuri im Besitz der Chinesen bleibt. Das Land vom Fluss Ussuri bis zum Meer wird „bis auf weiteres“ als „gemeinsam nutzbares Gebiet“ eingestuft. Für die anderen Staaten wird der Flussverkehr gesperrt.
Insgesamt verlor China durch diesen Vertrag Teile der Mandschurei – ziemlich genau jenes Gebiet, das ihm infolge des Vertrags von Nertschinsk 1689 zugesprochen worden war. Der Vertrag von Aigun wurde bereits zwei Jahre später durch den Pekinger Vertrag von 1860 ergänzt.